# Роадеволпи (Кунео)
Роадеволпи је насеље у Италији у округу Кунео, региону Пијемонт.
Према процени из 2011. у насељу је живело 9 становника. Насеље се налази на надморској висини од 842 м.